# Dieudonné Niangouna
Dieudonné Niangouna, född 1976 i Brazzaville, är en brazzaville-kongolesisk dramatiker, skådespelare och teaterregissör som väckt internationell uppmärksamhet.

## Biografi
Dieudonné Niangouna började som skådespelare i hemlandet på 1990-talet. 1997 började han sina studier vid l’Ecole des Beaux Arts Paul Kamba i Brazzaville. Niangouna debuterade som dramatiker år 2000 med Big! Boum! Bah! som framfördes av hans egen teatergrupp Les Bruits de la Rue. Gruppen bildade han 1997 tillsammans med sin bror i Pointe-Noire dit han tillfälligt flydde undan inbördeskriget. År 2005 var han en av fyra afrikanska dramatiker som presenterades på Comédie-Française annexscen Théâtre du Vieux-Colombier i Paris. Hans pjäser har uppförts på Avignonfestivalen både 2007 (Attitude clando), 2009 (Les Inepties volantes) och 2013 (Shéda), då han som förste afrikan utsågs till associerad konstnär. Hans pjäser har även framförts på festivalen Les francophonies en Limousin och Festival d'automne à Paris och på flera ledande teatrar i Frankrike och Schweiz. Sedan 2004 är han konstnärlig ledare för den årliga internationella kulturfestivalen Mantsina sur scène i Brazzaville. Hans dramatik speglar erfarenheterna från inbördeskrigets Kongo-Brazzaville och den franska kolonisationen. Hans stil kännetecknas av sammanflätning av erfarenhet och fiktion.